# سيلينا
سيلينا كنتانيا بيريز (بالإسبانية: Selena Quintanilla-Pérez)، ولدت في 16 أبريل 1971 وتوفيت في 31 مارس 1995، كانت مغنية مكسيكية أمريكية، وصفت بأنها «ملكة موسيقى Tejano». قُتلت في سنة 1995 عن عمر يناهز 23 في الولايات المتحدة بطلق ناري من قبل مديرة نادي معجبينها. ألبومها الأخير (تحلم أنت) أطلق في ما يزيد على تسعة وثلاثين بلدا في جميع أنحاء العالم. نمت شعبيتها بشكل أكبر بعد وفاتها. في عام 1997 قامت جنيفر لوبيز بدور سيلينا في فيلم عن حياتها . جورج بوش، الحاكم السابق لتكساس، المسمى «سيلينا يوما» يوم 16 أبريل 1995. ممنوع الحب صدر في 1994 وباعت أكثر من 22,000,000 نسخة. كما حازت سيلينا سنة 1993 على جائزة غرامي لافضل البوم مكسيكي ، امريكي يوم 9 مارس 2010 سيلينا لألبومها الجديد «ليجند و في سنة 2021 عرضت نتفلكس مسلسل سيرة سلينا بموسمين كل موسم يتضمن 9 حلقات و تضمن حلقاته من ولادتها و مشوارها الفني و نجاحاتها حتى وفاتها و ربما سيتم اطلاق سراح يولاندا سلديفار في سنة 2025

## الطفولة
سيلينا ولدت قرب بحيرة جاكسون، تكساس، من أب مكسيكي إبراهام كوينتانيلا وأم مكسيكية أميركية، مارسيلا أوفيليا سامورا. وقالت إنها بدأت الغناء في سن ست سنوات.
عندما كانت في التاسعة من عمرها، افتتح والدها مطعما. بعد ذلك، تم تشكيل فرقة «سيلينا ذ لوس دينوس». المطعم أغلق بعد عامين. الأسرة في وقت لاحق بدأت الغناء لإعالة أنفسهم. إنهم في وقت لاحق انتقل إلى كوربوس كريستي في تكساس في عام 1982. في عام 1983، فقد بدأ تسجيل ألبوم تحت «الوثائق فريدي» التسميات. في عام 1984، تم الإفراج عن السجل الأول «سيلينا ذ لوس دينوس». في عام 1985، أفرج عن «فتاة في نيو تاون». الألبوم الثاني. في عام 1986، الفرقة تغير أصواتها إلى «Tejano». أطلقوا سراح «ألفا» في نفس العام.

## حبها للموسيقى

### البدايات
كان والد سيلينا يحب الموسيقى المكسيكية والإسبانية وكان يشجع سيلينا دائما على حب الموسيقى الإسبانية ومكسيكية كان عندهم مطعم في الولايات المتحدة ولكن ذلك المطعم أغلق من طرف الدولة في سنة 1979 اضطر الأب العودة إلى المكسيك وسيلينا لم ترى المكسيك أبدا أعجبت سيلينا ببلدها وتعرفت على ثقافته وخاصة من طرف الموسيقى مما سمح لها أن تبدأ حياتها بحلمها كمغنية وأصبحت تغني في مطعم أبيها بمدينة مكسيكو في سنة 1982 سيلينا أقامت بتسجيل برنامج غنائي وساعدها أبوها وكان أخوها الكبير وأختها
سوزي وأخوها الأصغر هم الذين ساعودها من حيث كانوا يعملون معها كفرقة عازفة وهي التي تغني، اشتهرت الفرقة في المكسيك وفي كل أنحاء العالم بدأت رحلة سيلينا الأسطورية من 1982 حتى بعد وفاتها ما زالت سيلينا
أسطورة غنائية.

### سيلينا من ضمن سنة 1983 ومن ضمن سنة 1984 وأهم الأعمال التي قامت بها

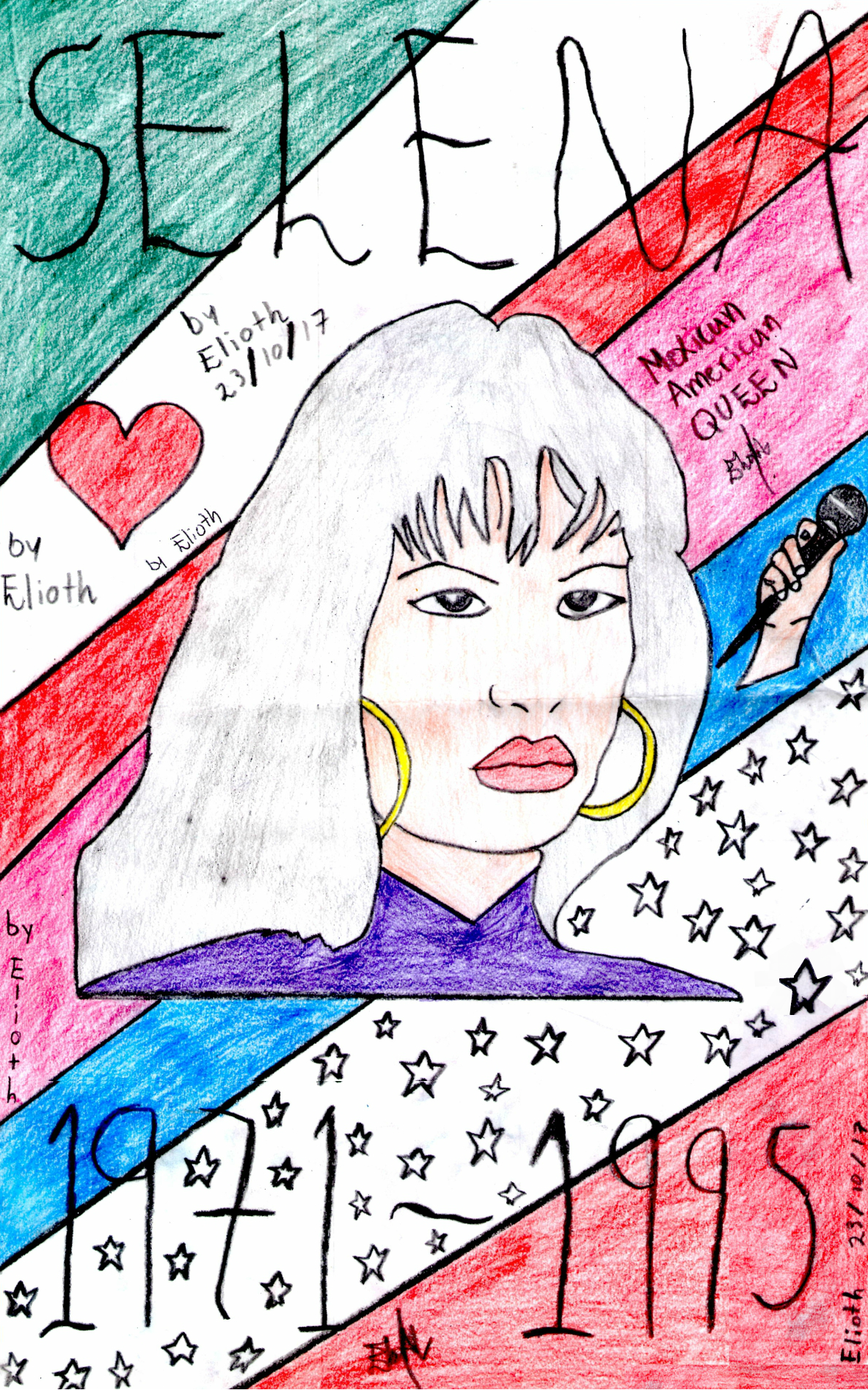
رسم القيام به تكريما ل سيلينا.

سيلينا في عام 1983 قامت بعدة أعمال غنائية حتى إن ما زالت تسجل هذه الأغاني في تاريخ أسطورتها من أهمها يا ليتني أقع في حب في سنة 1983 وقامت هذه الأغنية في البومها أحلم بك في عام 1995 بعدما أطلق سراحه عنده وفاتها وأقامت عدة حفلات في عدة مهرجانات عالمية ومن أهمها مهرجان بندقية مكسيك في سنة 1984 وكانت سيلينا كل تلك سنوات النشاط تطمح لإقامة حفلة على إسمها بأن تكون حفلة خاصة بها لكن كان عليها الفوز في عدة مسابقات التي تدوم أربع سنوات في الولايات المتحدة اضطرت سيلينا العودة إلى الولايات المتحدة بعدما لم ترها لسنوات متعددة بعدما أقامت البوم الفا في سنة 1986 فازت سيلينا بي شهادة منحت من رئيس المكسيك منحها شهادة التقدير لحسن أدائها في هذا الألبوم استطاعت أن تنجح في محاولة أخيرة في سنة 1987 مما سمع لها في 15 جويلية 1987 أقامت أول حفلة كبيرة لها وفازت بأفضل أغنية وهي أغنية كوم لفلور التي سجلتها في سنة 1987 وسجلته في البوم سيلينا لايف في سنة 1993.

## في بداية سنين 1990 وأهم أعمال التي قامت بها

### سيلينا والبومه سيلينا لايف في سنة 1993
سيلينا لايف! وكان هذا الألبوم في عام 1993 وكان لهذا الألبوم شهرة عالمية من أهم أغانيه سهرة كارنفال التل سجلت هذه الأغنية في عام 1988 وسجلته في هذا البوم في عام 1993 وراحل هذا البوم من
مكسيك إلى الولايات المتحدة من الولايات المتحدة إلى فرنسا ومن فرنسا إلى هولندا واشتهرا في بقية أنحاء العالم كله وفازت سيلينا بعدة جوائز ورشحت لأخذ جائزة غرامي والتي أخذته في عام 1993 ورشحت لنيل جائزة كريستال الذهبي وكانت لها شعبية كبيرة جدا على مدى مسيرتها الفنية.

## من اللغة الإسبانية إلى اللغة الإنجليزية وأهم ألبوم قامت به

### سيلينا مع شركة إبراهام كوانتلينا الثالث افتتاح منذ عام 1992
كانت شركة إيمي لتينية هي التي تنتج ألبومات ل سيلينا، فتح والدها شركة إنتاج أغاني في المكسيك وكانت لها
شعبية كبيرة جدا وافتتحت هذه الشركة في عام 1992 كانت تنتج أغاني خاصة ل سيلينا وكان مدير هذه الشركة هو أبوها إبراهام كانتلينا بيرز وأول ألبوم ل سيلينا هو ألبوم سلينا لايف في 1993 وكانت أيضا سيلينا قد قامت بإنتاج البومات عديدة منها ألبوم ممنوع الحب في سنة 1994 .

### ألبوم أحلم بك في سنة 1995 بلغة أخرى
أقامت سيلينا ألبومها أحلم بك وهو آخر ألبوم لها في سنة 1995 ويعتبر آخر البوم لها من حيث إنها توفيت في عام 1995 بسبب صديقتها يولاندا ساليفار وبعدما توفيت في عام 1995 أطلق صراح ألبومها الأخير
أحلم بك وأثار ضجة عالمية وخاصة أغنية أحلم بك.

## النهاية وتاريخ وفاتها

### وفاتها في عام 1995
كانت يولاندا ساليفار وهي التي كانت تعمل في منتدى سيلينا منذ عام 1990 اكتشف أبوها أنها كانت تسرق منها المال بطريقة التزوير والغش طوال تلك السنين وبعدما اكتشفت العائلة هذه الخيانة رفضت بولاندا ساليفار أن تعترف بالحقيقة وفي 31 مارس 1995 في الولايات المتحدة كانت سيلينا في عطلة في أمريكا وكان المنتدى في مسقط رأسها حيث كان النادي مقام لي مشجعه ذهبت العائلة لإخبار الشرطة وبقت سيلينا وصديقتها سوزي في الفندق حاصرت يولاندا ساليفار سيلينا وصديقتها سوزي بعدما أن اكتشفت الشرطة أمر يولاندا وحصارها في الفندق ارتبكت من الخوف وأطلقت يولاندا 5 رصاصات أصابت سيلينا وصديقتها ورصاصتين آخرتين أصابت الشرطي الذي دخل لإنقاذ سيلينا وصديقتها إستطاعت أن تنقذ نفسها وأنقِذت من الموت أما الشرطي توفي هناك وأما سيلينا ذهبت مسرعة رغم الألم وعندما لحقت هناك توفيت فورا وعلى حاله وأخذته سيارة الإسعاف وقد حاول إنقاذها بالإنعاش لكن بدون جدوى سيلينا توفيت وكانت له تأثيرات واسعة النطاق. الشبكات الرئيسية توقف برامجها العادية لكسر الأخبار السهر والعديد من النصب التذكارية عقدت في شرفها، والمحطات الإذاعية في ولاية تكساس لعبت الموسيقى لها من دون توقف. جنازتها وجه ما يقرب من 60,000 من المعزين، وكثير منهم من سافر خارج الولايات المتحدة. في أكتوبر 1995، أدانت هيئة محلفين هيوستن سالديفار من قتل من الدرجة الأولى، وحكمت عليها بالسجن مدى الحياة، مع إمكانية إطلاق سراح مشروط في ثلاثين عاما. جنيفر لوبيز سيلينا لعبت في الفيلم عنها في عام 1997.

## إمي اللاتينية النشرات
- سيلينا (1989)
- تعال معي (1990)
- أدخل بلدي العالم (1992)
- سيلينا لايف! (1993)
- ممنوع الحب (1994)
- الحلم من أنت (1995)

## روابط خارجية
- سيلينا على موقع IMDb (الإنجليزية)
- سيلينا على موقع الموسوعة البريطانية (الإنجليزية)
- سيلينا على موقع ميوزك برينز (الإنجليزية)
- سيلينا على موقع أول موفي (الإنجليزية)
- سيلينا على موقع إن إن دي بي (الإنجليزية)
- سيلينا على موقع أول ميوزيك (الإنجليزية)
- سيلينا على موقع ديسكوغز (الإنجليزية)
- سيلينا على موقع قاعدة بيانات الفيلم (الإنجليزية)
- سيلينا على موقع كينوبويسك (الروسية)